# Eutychiusz (patriarcha Aleksandrii)

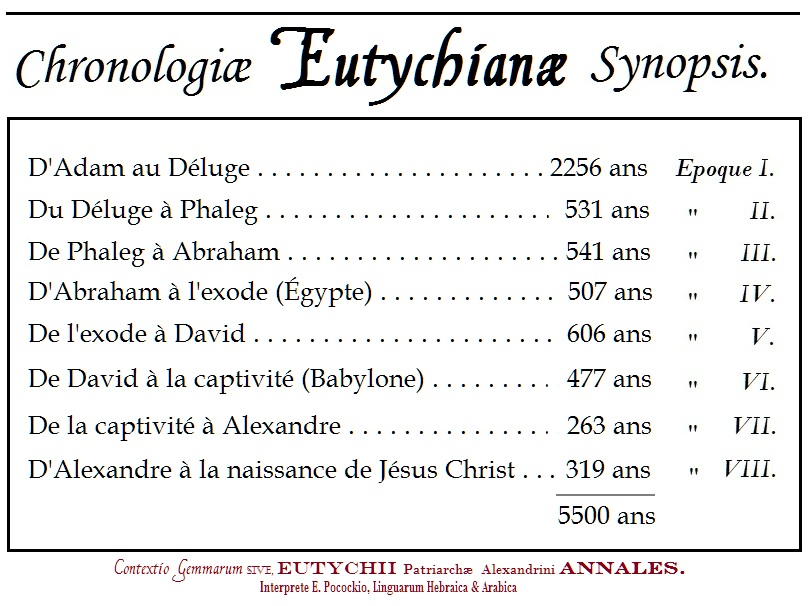
Fragment kroniki w języku francuskim

Eutychiusz, imię świeckie Sa'id ibn Batriq (ur. 10 września 877, zm. 12 maja 940) – chalcedoński patriarcha Aleksandrii w latach 933–940.

## Życiorys
Był medykiem i historykiem, a patriarchą został w wieku 60 lat. Napisał kronikę Nazm al-Jauhar, opowiadającą o dziejach od biblijnego stworzenia świata, aż do czasów sobie współczesnych. Podczas swego panowania zyskał sobie wielu zwolenników, jak i przeciwników.